# Lijst van voetbalinterlands Afghanistan - Kazachstan (vrouwen)
Deze lijst van voetbalinterlands is een overzicht van alle officiële voetbalinterlands tussen de nationale vrouwenteams van Afghanistan en Kazachstan. De landen hebben tot nu toe één keer tegen elkaar gespeeld, op 25 augustus 2013 in Bisjkek als vriendschappelijk duel.

## Wedstrijden
| № | Plaats  | Datum            | Competitie        | Wedstrijd                | Uitslag |
| - | ------- | ---------------- | ----------------- | ------------------------ | ------- |
| 1 | Bisjkek | 25 augustus 2013 | Vriendschappelijk | Kazachstan − Afghanistan | 2 − 0   |

## Samenvatting
| Competitie        | Totaal gespeeld | Winst Afghanistan | Gelijk | Winst Kazachstan | Doelsaldo Afghanistan – Kazachstan |
| ----------------- | --------------- | ----------------- | ------ | ---------------- | ---------------------------------- |
| Vriendschappelijk | 1               | 0                 | 0      | 1                | 0 − 2                              |
| Totaal            | 1               | 0                 | 0      | 1                | 0 − 2                              |

FFA · A-internationals · Afghaans mannenelftal
2010 – 2021
Bangladesh ·
India ·
Iran ·
Jordanië ·
Kazachstan ·
Kirgizië ·
Malediven ·
Nepal ·
Oezbekistan ·
Pakistan ·
Qatar ·
Tadzjikistan